# Notoptera
Notoptera es un orden de insectos no alados; fue propuesto por primera vez en 1915. No se lo ha usado mucho desde su creación, pero más recientemente se lo usa para incluir los taxones Grylloblattodea y Mantophasmatodea que antes eran considerados órdenes y ahora se tratan como subórdenes de Notoptera. De esta forma el orden incluye fósiles y especies vivientes de los grupos mencionados.

## Generalidades
Según la taxonomía actual, incluye cuatro familias, dos de las cuales se conocen solo por fósiles y las otras dos tienen representantes fósiles y vivientes. Hay menos de 60 especies conocidas en total.

## Galería

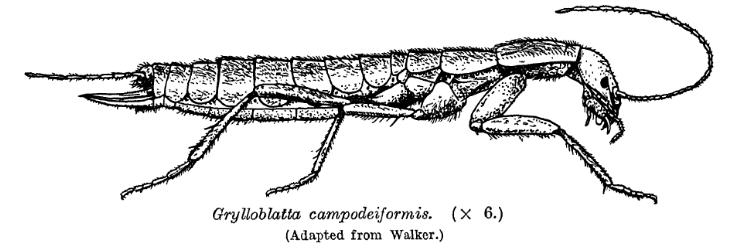
Grylloblatta campodeiformis
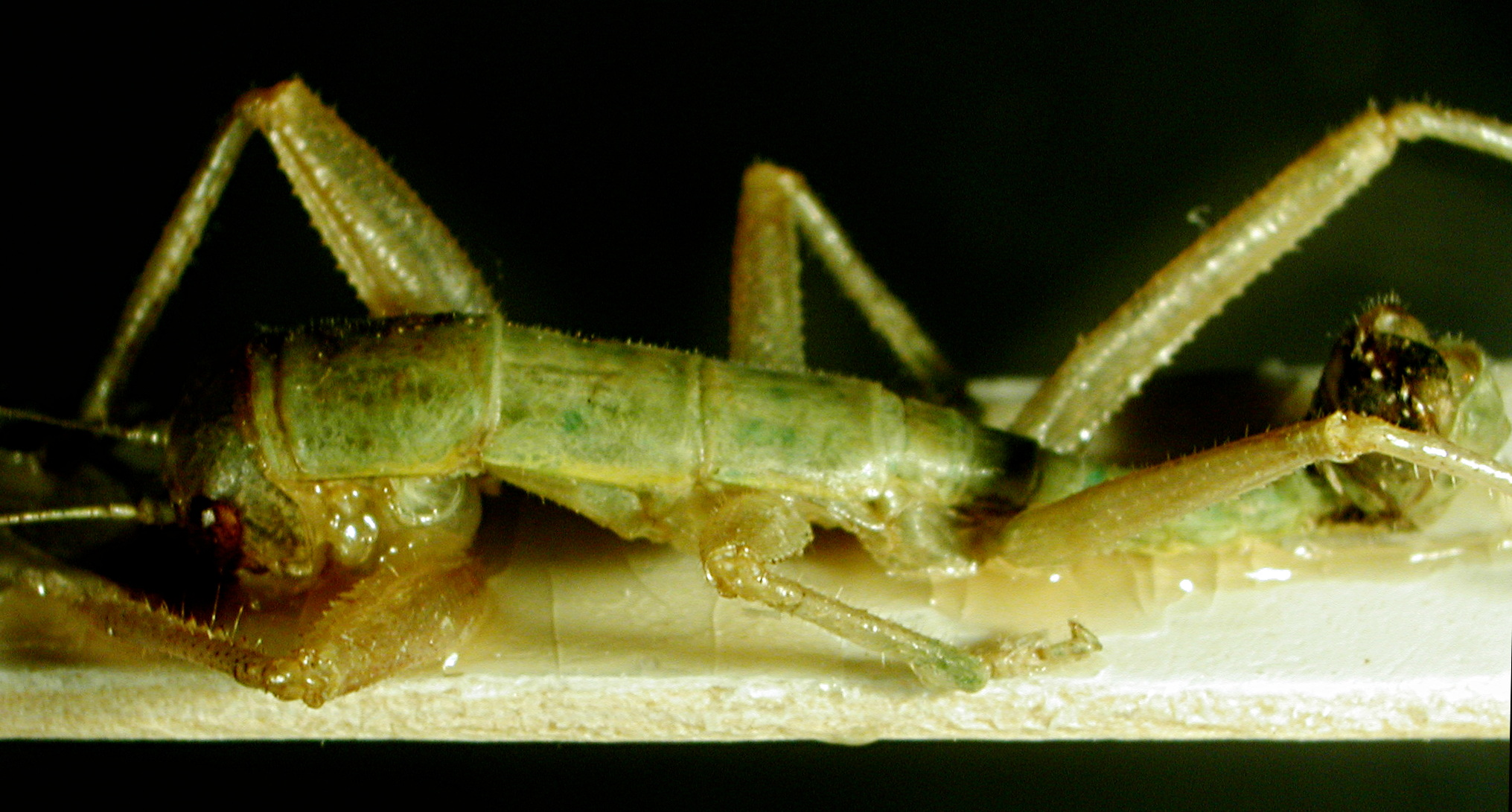
Ninfa de mantofasmatodeo